# Парана Клубе
Парана Клубе е бразилски футболен отбор основан на 19 декември, 1989 в Куритиба.
Първият мач на отбора е на 4 февруари, 1990, в който Коритиба побеждава Парана с 1-0 на стадион Коуто Перейра.